# Partit Socialdemòcrata (Luxemburg)
Partit Socialdemòcrata (luxemburguès Sozialdemokratesch Partei, francès Parti Social Démocrate, alemany Sozialdemokratische Partei, SDP) fou un partit polític luxemburguès fundat el 2 de maig de 1970 com a escissió centrista del Partit Socialista dels Treballadors. El seu fundador, Henri Cravatte havia estat president del PST de 1959 a 1970, i el seguiren en el nou partit Albert Bousser i Astrid Lulling.
Es presentà a les eleccions legislatives luxemburgueses de 1974 i va obtenir el 9,2% dels vots i 5 escons, al mateix nivell que el Partit Comunista de Luxemburg, disputant-li el quart lloc. A les eleccions de 1979, però, va perdre 3 escons davant el ressorgir del Partit Popular Social Cristià. Alhora, a les eleccions europees de 1979 tampoc va obtenir cap escó. A les eleccions de 1984 ja no es va presentar i el partit es va dissoldre. Cravatte i la major part dels dirigents tornaren al LSAP, i d'altres marxaren al CSV.